# 成層圏赤外線天文台
SOFIA
飛行中のSOFIA。
- 用途：赤外線天文学のための成層圏飛行天文台
- 製造者：NASA / DLR
- 運用者：アメリカ航空宇宙局（NASA）
- 初飛行：2007年4月26日
- 運用開始：2010年
- 退役：2022年9月29日
- 運用状況：終了

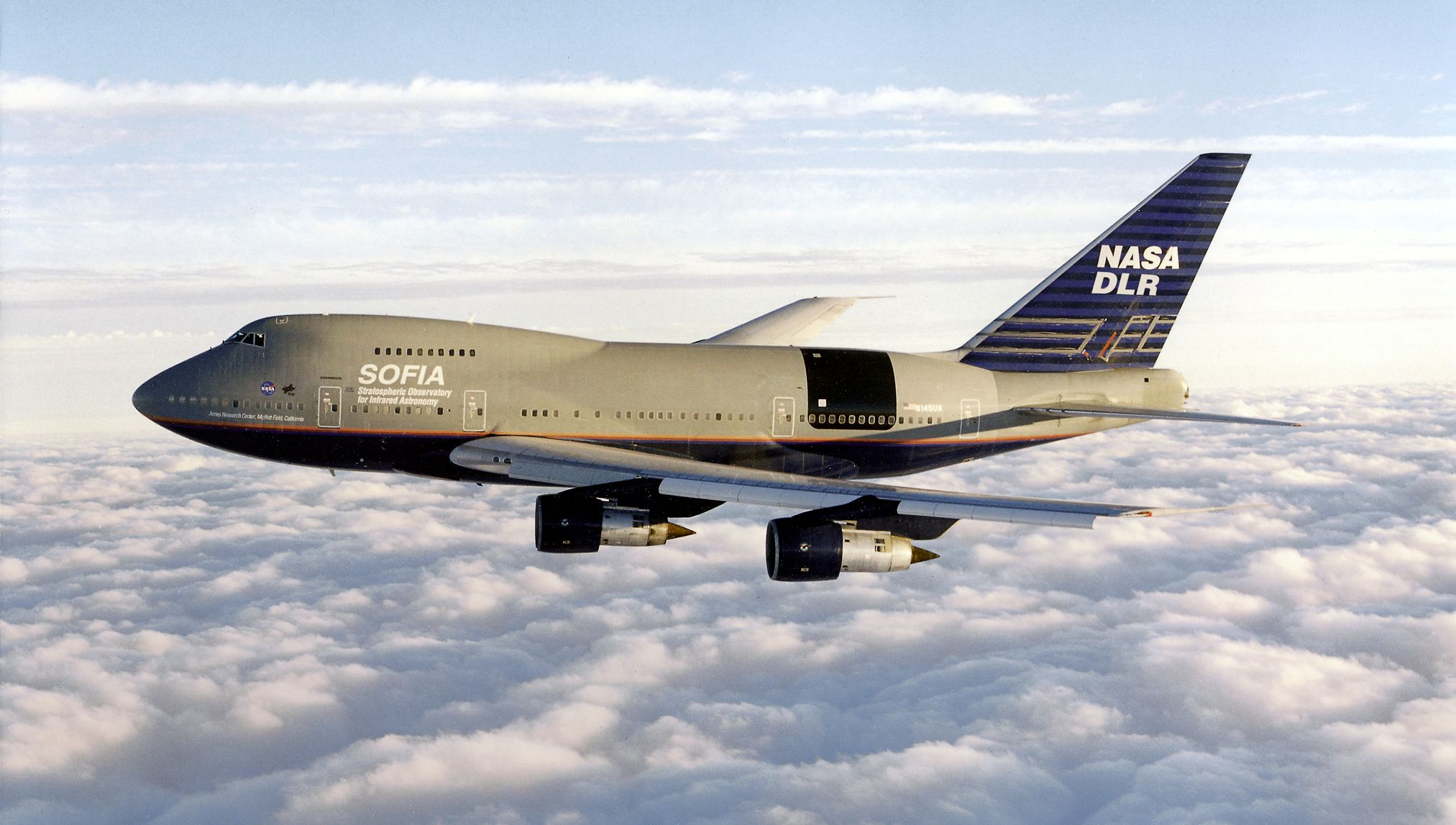
NASAの遠赤外線天文学成層圏天文台 (SOFIA) を搭載予定の747で1997年に行なわれた試験飛行。まだユナイテッド航空の塗装で、機体後部の黒い四角の部分に望遠鏡が格納される。

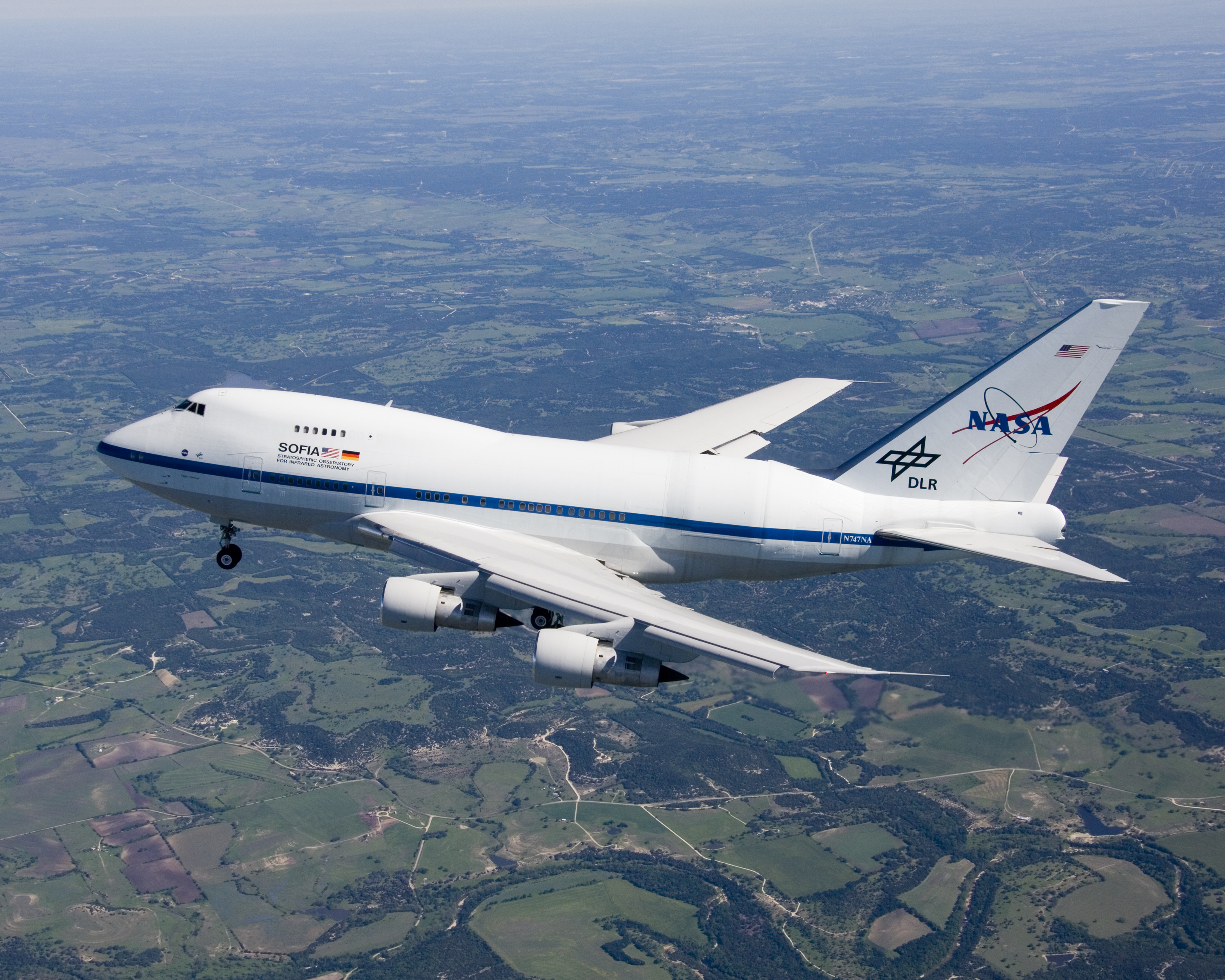
2007年4月26日、SOFIAの初飛行。

成層圏赤外線天文台 (せいそうけんせきがいせんてんもんだい、The Stratospheric Observatory for Infrared Astronomy: SOFIA) はアメリカ航空宇宙局 (NASA) とドイツ航空宇宙センター (Deutschen Zentrum für Luft- und Raumfahrt : DLR) の共同計画による、“飛行天文台”である。登録記号N747NA。
大学宇宙研究協会は1996年にNASAから、アメリカの担当部分である観測装置の開発・運用と管理を委託され、DSI（ドイツSOFIA研究所）がドイツの担当部分（おもに科学と望遠鏡）を管理した。

## 概要
SOFIAは高度41,000フィート（12km）の成層圏に赤外線観測用の2.5m反射望遠鏡を運ぶための航空機で、ユナイテッド航空の定期便であったボーイング747-SPから改造された。地球大気に含まれるほとんどの水蒸気（赤外線の一部は地表の観測施設に達する前に水蒸気に吸収されてしまう）の上に到達することができ、また、地球上のあらゆる観測ポイントに移動することができる。機体後部側面のドアから望遠鏡による観測を行う。当初は、1～655マイクロメートルの赤外線観測装置と0.3～1.1マイクロメートルの高速光学観測装置など、9つの観測装置を装備する。
SOFIAの最初の科学的目標は惑星の大気および地表の研究、彗星の構造・進化・構成の研究、星間物質の化学および物理学的研究、恒星およびその他の天体の組成に関する研究である。
SOFIAはエドワーズ空軍基地（カリフォルニア州ランカスター）にあるNASAのドライデン飛行研究センターを基地としている。
飛行準備が整えば、20年間に週3～4日のペースで観測のための夜間飛行を行う予定とされていたが、2014年3月に発表されたNASAの2015年度予算案で観測予算の割り当てが認められなかったため、新たな進展がなければ2014年10月以降は観測運用は出来なくなり格納庫で保管されることになる予定。

## 望遠鏡
SOFIAは直径2.5mの反射型望遠鏡を用いており、直径2.7mの主鏡は赤外線用のものとしては最大である。SOFIAの望遠鏡は今まで航空機に搭載されたものとしては最大のものであり、地上設置の観測装置と比較しても中規模のものである。
このプロジェクトには主鏡をすばやく再コートするための、モフェットフィールド（カリフォルニア州サンタクララ）のミラーコーティング施設も含まれている。
望遠鏡全体の組み立ての責任はDLRで、航空機に関する責任はNASAにある。望遠鏡の製造は、架台はドイツ、主鏡はフランス、副鏡はスイスとヨーロッパの企業に下請けされた。
ミッションごとにひとつの変更可能な科学観測装置を望遠鏡に取り付けることができる。一般的な観測目的のために2つの装置が利用できる。さらに研究者は特別な目的のための観測装置を設計し、組み込むことができる。

## 航空機
SOFIAに用いられている航空機はボーイング747-SPである。パンアメリカン航空によって1977年5月に運用を開始された（機体記号N536PA）。“SP”は、通常モデルよりも長距離の飛行に適した747の特別な短縮ボディバージョンを意味している。
パンアメリカン航空はこの機体を著名な飛行家、チャールズ・リンドバーグにちなんでクリッパー・リンドバーグと名付けた。この機体はリンドバーグの未亡人、アン・モロー・リンドバーグにより個人的に洗礼を受けた。リンドバーグの歴史的偉業である1927年のニューヨーク-パリ間の大西洋単独横断飛行50周年を記念して、1977年5月6日に運航を開始した。
1986年2月にユナイテッド航空がこの機体を購入してN145UAとなり、9年後の1995年12月に退役させた。NASAはSOFIAプロジェクトのためにこの機体をユナイテッド航空から購入した。この機体は飛行天文台としての新しい役割のために、L-3 Communications Integrated Systems社（テキサス州ウェイコ）によって大改造を受けた。別の747SPの一部を利用したフルサイズモックアップが作られ、改造の準備と確認に用いられた。
SOFIAの処女飛行は2007年4月26日に行われた。試験終了後には航空機はエドワーズ空軍基地から移動し、エバーグリーン国際航空によってモフェットフィールドのNASAエイムズ研究センターで運用および維持されることになっている。2007年5月21日、リンドバーグの大西洋単独横断飛行80周年を記念して、この航空機は改めてクリッパー・リンドバーグと名づけられた。

## プロジェクトの進展
SOFIAは最初の地上テストを2004年8月18～19日に行い、ポラリス（現在の北極星）を撮影した。
2006年2月、NASAはスケジュールの遅れと予算超過のためプロジェクトを見直しすることとし、その作業を中断した。NASAは、SOFIAの開発を継続するために乗り越えるのが難しい技術的およびプログラム上の問題は存在しないと結論付け、2006年6月15日にSOFIAはプロジェクトの再検討の状態を脱した。2007年12月には飛行中の望遠鏡制御の技術的試験を開始した。
2009年12月には、初めて望遠鏡ドアを開けたままの飛行が行われた。これは飛行中の望遠鏡周辺の空気の流れの影響を見極めるためのものであった。これに次いで2010年5月には、初めて飛行しながらの天体観測（ファーストライト）に成功した。この観測にはコーネル大学が開発したSOFIA微光天体赤外線カメラ(Faint Object infraRed CAmera for the SOFIA Telescope, FORCAST)が用いられ、波長5.4マイクロメートルと37マイクロメートルの赤外線で木星が撮影された。
2013年4月11日に、SOFIAは100回目の飛行を行った。
SOFIAは2010年から観測運用を開始していたが、2014年2月末にようやくすべての観測機器がそろった。しかし、その11日後に発表された2015年度予算で、観測に必要な予算が認められなかったことが明らかになった。SOFIAはNASAが80%の予算を出し、残り20%はドイツが負担している。1990年代半ばから開発・運用には既に12億5千万ドルの予算が投入されていた。SOFIAの年間運用経費は約8000万ドルで、その多くはジェット燃料と、パイロットの維持費用、関連スタッフの人件費であり、多くの天文学者たちは1時間当たりの科学観測費用の高さには不満を述べていた。
2022年4月28日、NASAとDLRはSOFIAの運用を終了すると発表した。

## 参考資料
1. ↑  “White House budget to ground SOFIA”. Nature.com. (2014年3月4日) 2014年3月9日閲覧。{{cite news}}:  CS1メンテナンス: 先頭の0を省略したymd形式の日付 (カテゴリ)
2. ↑  “News and Updates 2009”.   SOFIA science center (2009年12月18日). 2012年2月24日閲覧。
3. ↑  “News and Updates 2010”.   SOFIA science center (2010年5月28日). 2012年2月24日閲覧。
4. ↑  “White House budget to ground SOFIA”. Nature.com. (2014年3月4日) 2014年3月9日閲覧。{{cite news}}:  CS1メンテナンス: 先頭の0を省略したymd形式の日付 (カテゴリ)
5. ↑  “DLR – The airborne observatory SOFIA to end its mission” (英語). DLRARTICLE DLR Portal. 2022年4月30日閲覧。